# Andreas Buchner
Joseph Andreas Buchner (Essenbach, 28 novembre 1776 – Monaco di Baviera, 13 dicembre 1854) è stato uno storico tedesco.

## Biografia
Studiò teologia presso Herzogliches Georgianum di Monaco di Baviera, e fu promosso come sacerdote nel 1799. Dal 1804 insegnò corsi di filosofia presso il Liceo di Dillingen, poi nel 1811 diviene professore di storia al liceo di Ratisbona. Nel 1825 divenne membro dell'Accademia bavarese delle scienze, e durante l'anno successivo, fu nominato professore di storia presso l'Università di Monaco.

## Opere principali
- Geschichte von Baiern (10 volumi 1820–55).
- Lehrbuch der allgemeinen Geschichte (1826).
- Neue Beiträge zur vaterländischen Geschichte, Geographie und Statistik : eine Fortsetzung der Westenrieder'schen Beiträge über dieselben Gegenstände (con Lorenz Zierl, 1832).
- Ueber die Einwohner Deutschlands im zweyten Jahrhundert der christlichen Zeitrechnung (1838).
- Krieg des Herzogs Ludwig des Reichen mit Markgraf Albrecht Achilles von Brandenburg vom Jahr 1458-1462 (1842).
- Landtafel der vier Rentämter des Fürstenthums Bayern zu Anfang der Regierung des Herzogs Maximilian I (1848).
- Der letzte Landtag der altbayerischen Landstände im Jahre 1669 (1851).[2]